# Estación Lido
Lido es una de las estaciones del Sistema Integrado de Transporte MIO en la ciudad de Cali, inaugurado en el año 2008.

## Ubicación
Se encuentra ubicada sobre la calle 5 con carrera 44 cerca de un Kokoriko, una estación de gasolina y un centro comercial local.

## Toponimia
Queda al lado del barrio El Lido, de ahí su nombre.

## Características
La estación cuenta con dos vagones y única entrada por donde se intersectan la calle 5 y la carrera 44.

## Servicios de la estación

### Rutas expresas
| Ruta | Estación Origen             | Estación Destino            | Sentido (N/S) |
| ---- | --------------------------- | --------------------------- | ------------- |
| E21  | Terminal Menga Av 3N Cl 70N | Universidades Cra 100 Cl 16 | Ambos         |
| E27  | Terminal Menga Av 3N Cl 70N | Capri Cl 5 Cra 78           | Ambos         |

### Rutas troncales
| Ruta | Estación Origen                        | Estación Destino             | Sentido (N/S) |
| ---- | -------------------------------------- | ---------------------------- | ------------- |
| T31  | Terminal Paso del Comercio Cra 1 Cl 71 | Universidades Cra 100 Cl 16  | Ambos         |
| T37  | Terminal Paso del Comercio Cra 1 Cl 71 | Capri Cl 5 Cra 78            | Ambos         |
| T47B | Terminal Andrés Sanín Cl 75 Cra 19     | Unidad Deportiva Cl 5 Cra 52 | Ambos         |
| T57A | Nuevo Latir Cra 28D Cl 79              | Capri Cl 5 Cra 78            | Ambos         |

### Rutas pretroncales
| Ruta | Origen                              | Trayecto                                                              | Destino                      |
| ---- | ----------------------------------- | --------------------------------------------------------------------- | ---------------------------- |
| P47A | Terminal Andrés Sanín Cl 73 Cra 19  | Av. Ciudad de Cali - Cra 39 - Cl 5                                    | Unidad Deportiva Cl 5 Cra 52 |
| P47B | Terminal Andrés Sanín Cl 73 Cra 19  | Av. Simón Bolívar - Terminal Calipso - Cra 32 - Cl 27 - Cra 39 - Cl 5 | Unidad Deportiva Cl 5 Cra 52 |
| P62A | Terminal Simón Bolívar Cl 25 Cra 66 | Cra 66 - Cl 5 - Av 4N                                                 | Las Américas Av 3N Cl 23AN   |

### Rutas circulares
| Ruta | Origen                             | Trayecto                                                                    | Destino                            |
| ---- | ---------------------------------- | --------------------------------------------------------------------------- | ---------------------------------- |
| C417 | Terminal Andrés Sanín Cl 73 Cra 19 | Tv 103 - Cr 27 - Av. Ciudad de Cali - Cr 99 - Troncal Cl 5 - Troncal Cr 15  | Terminal Andrés Sanín Cl 73 Cra 19 |
| C471 | Terminal Andrés Sanín Cl 73 Cra 19 | Troncal Cr 15 - Troncal Cl 5 - Cra 99 - Av. Ciudad de Cali - Cr 27 - Tv 103 | Terminal Andrés Sanín Cl 73 Cra 19 |